# Patrick!
Patrick! (Steenwijk) is een Nederlandse zanger.
In 1999 tekende Patrick een contract bij platenmaatschappij Pink Records. Hierdoor kon Patrick meedoen aan de Millennium Tour waar hijn onder andere met Anita Meyer zong. In 2000 bracht hij zijn eerste single uit Waar moet ik heen die geschreven werd door John Ewbank.Hierna verschenen de singles Hoog in de wolken en Jij bent een kanjer. In 2005 maakte Patrick een cover van Anyone of us van Gareth Gates Alles anders. Vanaf 2005 treedt hij op bij de Megapiratenfestijnen. In 2007 kwam de single Geen geheimen uit, een nieuwe Nederlandstalige versie van het winnende songfestivalnummer in 1983 van Carola. In 2008 kwam hij opnieuw in de hitlijsten met Donder Bliksem. In de zomer 2009 kwam hij met de single Ga je vanavond met me mee. In 2010 verscheen de single Nu of nooit.